# William Flett
William Mayer Flett, dit Bill Flett, (né le 21 juillet 1943 à Vermillion en Alberta au Canada - mort le 13 juillet 1999) est un joueur professionnel de hockey sur glace qui joua dans la Ligue nationale de hockey pour les Kings de Los Angeles, les Flyers de Philadelphie, les Flames d'Atlanta et les Oilers d'Edmonton.

## Carrière de joueur
Flett débuta avec les Millionaires de Melville de la SJHL avant de devenir la propriété des Maple Leafs de Toronto. Flett demeura cependant un joueur des ligues mineures avant que les Kings ne le repêchent lors du repêchage d'expansion de la LNH 1967. À sa saison recrue, il marqua 26 buts et fut nommé Recrue de l'Année dans la division Ouest par The Sporting News pour 1967-1968.
Celui que l'on surnommait "Cowboy" doit ce surnom à ses performances lors de rodéos; sa carrière de cow-boy prit fin lorsque le propriétaire des Kings, Jack Kent Cooke, n'appréciant pas que sa jeune vedette aille risquer de se blesser dans des compétitions extérieures au hockey, le menaça d'une amende de 1 000 $ pour chaque rodéo auquel il prendrait part.
À sa seconde saison dans les rangs de la LNH, Flett enfila 24 buts; cependant, cela annonça un déclin de sa production; peu enclins à le voir continuer à jouer nonchalamment, les Kings l'échangèrent aux Flyers de Philadelphie avec Eddie Joyal, Jean Potvin et Ross Lonsberry contre Bill Lesuk, Jim Johnson et Serge Bernier. Cowboy Flett s'y plut et répondit avec une saison de 43 buts en 1972-1973; l'année suivante, il participa à sa première et seule conquête de la Coupe Stanley avec les Flyers. Il fut échangé aux Leafs au printemps 1974 et redevint nonchalant et improductif, ce qui conduit les Maple Leafs à le soumettre au ballottage. Les Flames d'Atlanta le réclamèrent et Flett les remercia avec une campagne de 23 buts en 1975-1976. L'année d'après, les Flames vendirent ses droits aux Oilers d'Edmonton de l'Association mondiale de hockey, où il fut l'un des bons éléments offensifs de l'équipe pendant trois saisons. Lorsque Edmonton se joint à la LNH, Flett dut se rendre à l'évidence qu'il n'avait plus la forme d'antan et se retira de la compétition après 20 matchs. Il devint par la suite dépisteur pour les Oilers.
En 1993, Flett fut victime d'un ulcère qui lui coûta presque la vie. Six ans plus tard, il fut hospitalisé pour ce qu'il croyait être une sérieuse crise de brûlements d'estomac. Il s'agissait en fait d'un problème avec sa vésicule biliaire, et après deux opérations, le problème entraîna une défaillance de son foie. Il reçut une transplantation du foie peu après, mais son corps le rejeta et Cowboy Flett en mourut le 13 juillet 1999 à l'âge de 55 ans.

## Statistiques
| Saison     | Équipe                  | Ligue      |     | Saison régulière | Saison régulière | Saison régulière | Saison régulière | Saison régulière |   | Séries éliminatoires | Séries éliminatoires | Séries éliminatoires | Séries éliminatoires | Séries éliminatoires |
| Saison     | Équipe                  | Ligue      | PJ  | B                | A                | Pts              | Pun              | PJ               | B | A                    | Pts                  | Pun                  |                      |                      |
| 1963-1964  | Americans de Rochester  | LAH        | 1   | 0                | 0                | 0                | 0                | -                | - | -                    | -                    | -                    |                      |                      |
| 1963-1964  | Checkers de Charlotte   | EHL        | 41  | 26               | 21               | 47               | 48               | -                | - | -                    | -                    | -                    |                      |                      |
| 1963-1964  | Invaders de Denver      | WHL        | -   | -                | -                | -                | -                | 1                | 0 | 0                    | 0                    | 0                    |                      |                      |
| 1964-1965  | Oilers de Tulsa         | CPHL       | 39  | 8                | 22               | 30               | 58               | 12               | 1 | 2                    | 3                    | 6                    |                      |                      |
| 1964-1965  | Maple Leafs de Victoria | WHL        | 23  | 1                | 7                | 8                | 14               | -                | - | -                    | -                    | -                    |                      |                      |
| 1965-1966  | Oilers de Tulsa         | CPHL       | 55  | 23               | 23               | 46               | 83               | -                | - | -                    | -                    | -                    |                      |                      |
| 1966-1967  | Oilers de Tulsa         | CPHL       | 62  | 16               | 28               | 44               | 108              | -                | - | -                    | -                    | -                    |                      |                      |
| 1967-1968  | Kings de Los Angeles    | LNH        | 73  | 26               | 20               | 46               | 97               | 7                | 1 | 2                    | 3                    | 8                    |                      |                      |
| 1968-1969  | Kings de Los Angeles    | LNH        | 72  | 24               | 25               | 49               | 53               | 10               | 3 | 4                    | 7                    | 11                   |                      |                      |
| 1969-1970  | Kings de Los Angeles    | LNH        | 69  | 14               | 18               | 32               | 70               | -                | - | -                    | -                    | -                    |                      |                      |
| 1969-1970  | Kings de Springfield    | LAH        | 5   | 2                | 6                | 8                | 6                | -                | - | -                    | -                    | -                    |                      |                      |
| 1970-1971  | Kings de Los Angeles    | LNH        | 64  | 13               | 24               | 37               | 57               | -                | - | -                    | -                    | -                    |                      |                      |
| 1971-1972  | Kings de Los Angeles    | LNH        | 45  | 7                | 12               | 19               | 18               | -                | - | -                    | -                    | -                    |                      |                      |
| 1971-1972  | Flyers de Philadelphie  | LNH        | 31  | 11               | 10               | 21               | 26               | -                | - | -                    | -                    | -                    |                      |                      |
| 1972-1973  | Flyers de Philadelphie  | LNH        | 69  | 43               | 31               | 74               | 53               | 11               | 3 | 4                    | 7                    | 0                    |                      |                      |
| 1973-1974  | Flyers de Philadelphie  | LNH        | 67  | 17               | 27               | 44               | 51               | 17               | 0 | 6                    | 6                    | 21                   |                      |                      |
| 1974-1975  | Maple Leafs de Toronto  | LNH        | 77  | 15               | 25               | 40               | 38               | 5                | 0 | 0                    | 0                    | 2                    |                      |                      |
| 1975-1976  | Flames d'Atlanta        | LNH        | 78  | 23               | 17               | 40               | 30               | 2                | 0 | 0                    | 0                    | 0                    |                      |                      |
| 1976-1977  | Oilers d'Edmonton       | AMH        | 48  | 34               | 20               | 54               | 20               | 5                | 0 | 2                    | 2                    | 2                    |                      |                      |
| 1976-1977  | Flames d'Atlanta        | LNH        | 24  | 4                | 4                | 8                | 6                | -                | - | -                    | -                    | -                    |                      |                      |
| 1977-1978  | Oilers d'Edmonton       | AMH        | 74  | 41               | 28               | 69               | 34               | -                | - | -                    | -                    | -                    |                      |                      |
| 1978-1979  | Oilers d'Edmonton       | AMH        | 73  | 28               | 36               | 64               | 14               | 10               | 5 | 2                    | 7                    | 2                    |                      |                      |
| 1979-1980  | Oilers d'Edmonton       | LNH        | 20  | 5                | 2                | 7                | 2                | -                | - | -                    | -                    | -                    |                      |                      |
| Totaux LNH | Totaux LNH              | Totaux LNH | 682 | 202              | 215              | 417              | 501              | 52               | 7 | 16                   | 23                   | 42                   |                      |                      |